# Paraceratochelus antennatus
Paraceratochelus antennatus är en skalbaggsart som beskrevs av Dombrow 2002. Paraceratochelus antennatus ingår i släktet Paraceratochelus och familjen Melolonthidae. Inga underarter finns listade i Catalogue of Life.